# Henri Copponex
Henri Paul Copponex (25 de septiembre de 1907-9 de junio de 1970) fue un deportista suizo que compitió en vela en la clase 5.5 Metre. Participó en tres Juegos Olímpicos de Verano, obteniendo una medalla de bronce en Roma 1960 en la clase 5.5 Metre.

## Palmarés internacional
| Juegos Olímpicos | Juegos Olímpicos | Juegos Olímpicos  | Juegos Olímpicos |
| Año              | Lugar            | Medalla           | Clase            |
| ---------------- | ---------------- | ----------------- | ---------------- |
| 1960             | Roma (Italia)    | Medalla de bronce | 5.5 Metre        |